# Золотой глобус (премия, 2012)
69-я церемония вручения наград премии «Золотой глобус»

15 января 2012 года
Лучший фильм (драма): 

«Потомки»
Лучший фильм (комедия или мюзикл): 

«Артист»
Лучший драматический сериал: 

«Родина»
Лучший сериал (комедия или мюзикл): 

«Американская семейка»
Лучший мини-сериал или фильм на ТВ: 

«Аббатство Даунтон»
< 68-я Церемонии вручения 70-я >
69-я церемония вручения наград премии «Золотой глобус» за заслуги в области кинематографа и телевидения за 2011 год состоялась 15 января 2012 года в Беверли-Хиллз, Калифорния, США. 15 декабря 2011 года на пресс-конференции в отеле Беверли-Хилтон София Вергара, Рашида Джонс, Джерард Батлер и Вуди Харрельсон объявили имена номинантов премии в 25 категориях.
Ведущим церемонии в третий раз подряд стал комик Рики Джервейс. Почётной премии имени Сесиля Б. Де Милля удостоился актёр Морган Фримен.
В России «Золотой глобус» транслировался на федеральном телеканале «ТВ Центр».
Лидером по числу номинаций стали кинокартина «Артист» и мини-сериалы «Аббатство Даунтон» и «Милдред Пирс», по числу побед — «Артист» (3 статуэтки).

## Список лауреатов и номинантов
• Победители выделены отдельным цветом. 

### Игровое кино
Количество наград/номинаций:
- 3/6: «Артист»
- 2/5: «Потомки»
- 1/5: «Прислуга»
- 1/4: «Полночь в Париже»
- 0/4: «Мартовские иды» / «Человек, который изменил всё»
- 1/3: «Хранитель времени» / «7 дней и ночей с Мэрилин»
- 0/3: «Таинственный Альберт Ноббс»
- 1/2: «МЫ. Верим в любовь»
- 0/2: «Боевой конь» / «Жизнь прекрасна» / «Девичник в Вегасе» / «Девушка с татуировкой дракона» / «Резня»
- 1/1: «Железная леди» / «Начинающие» / «Приключения Тинтина: Тайна „Единорога“» / «Развод Надера и Симин»

| Категории                                                                      | Фотографии лауреатов                                                           | Лауреаты и номинанты                                                  |
| ------------------------------------------------------------------------------ | ------------------------------------------------------------------------------ | --------------------------------------------------------------------- |
| Лучший фильм (драма) Награду вручал Харрисон Форд                              |                                                                                | • «Потомки» / The Descendants                                         |
| Лучший фильм (драма) Награду вручал Харрисон Форд                              | • «Прислуга» / The Help                                                        |                                                                       |
| Лучший фильм (драма) Награду вручал Харрисон Форд                              | • «Хранитель времени» / Hugo                                                   |                                                                       |
| Лучший фильм (драма) Награду вручал Харрисон Форд                              | • «Мартовские иды» / The Ides of March                                         |                                                                       |
| Лучший фильм (драма) Награду вручал Харрисон Форд                              | • «Человек, который изменил всё» / Moneyball                                   |                                                                       |
| Лучший фильм (драма) Награду вручал Харрисон Форд                              | • «Боевой конь» / War Horse                                                    |                                                                       |
| Лучший фильм (комедия или мюзикл) Награду вручала Джейн Фонда                  |                                                                                | • «Артист» / The Artist                                               |
| Лучший фильм (комедия или мюзикл) Награду вручала Джейн Фонда                  | • «Жизнь прекрасна» / 50/50                                                    |                                                                       |
| Лучший фильм (комедия или мюзикл) Награду вручала Джейн Фонда                  | • «Девичник в Вегасе» / Bridesmaids                                            |                                                                       |
| Лучший фильм (комедия или мюзикл) Награду вручала Джейн Фонда                  | • «Полночь в Париже» / Midnight in Paris                                       |                                                                       |
| Лучший фильм (комедия или мюзикл) Награду вручала Джейн Фонда                  | • «7 дней и ночей с Мэрилин» / My Week with Marilyn                            |                                                                       |
| Лучший режиссёр Награду вручала Анджелина Джоли                                |                                                                                | • Мартин Скорсезе — «Хранитель времени»                               |
| Лучший режиссёр Награду вручала Анджелина Джоли                                | • Вуди Аллен — «Полночь в Париже»                                              |                                                                       |
| Лучший режиссёр Награду вручала Анджелина Джоли                                | • Джордж Клуни — «Мартовские иды»                                              |                                                                       |
| Лучший режиссёр Награду вручала Анджелина Джоли                                | • Мишель Хазанавичус — «Артист»                                                |                                                                       |
| Лучший режиссёр Награду вручала Анджелина Джоли                                | • Александр Пэйн — «Потомки»                                                   |                                                                       |
| Лучший актёр (драма) Награду вручала Натали Портман                            |                                                                                | • Джордж Клуни — «Потомки»                                            |
| Лучший актёр (драма) Награду вручала Натали Портман                            | • Леонардо Ди Каприо — «Дж. Эдгар» (за роль Дж. Эдгара Гувера)                 |                                                                       |
| Лучший актёр (драма) Награду вручала Натали Портман                            | • Майкл Фассбендер — «Стыд»                                                    |                                                                       |
| Лучший актёр (драма) Награду вручала Натали Портман                            | • Райан Гослинг — «Мартовские иды»                                             |                                                                       |
| Лучший актёр (драма) Награду вручала Натали Портман                            | • Брэд Питт — «Человек, который изменил всё»                                   |                                                                       |
| Лучшая актриса (драма) Награду вручал Колин Ферт                               |                                                                                | • Мерил Стрип — «Железная леди» (за роль Маргарет Тэтчер)             |
| Лучшая актриса (драма) Награду вручал Колин Ферт                               | • Гленн Клоуз — «Таинственный Альберт Ноббс»                                   |                                                                       |
| Лучшая актриса (драма) Награду вручал Колин Ферт                               | • Виола Дэвис — «Прислуга»                                                     |                                                                       |
| Лучшая актриса (драма) Награду вручал Колин Ферт                               | • Руни Мара — «Девушка с татуировкой дракона» (за роль Лисбет Саландер)        |                                                                       |
| Лучшая актриса (драма) Награду вручал Колин Ферт                               | • Тильда Суинтон — «Что-то не так с Кевином»                                   |                                                                       |
| Лучший актёр (комедия или мюзикл) Награду вручали Марк Уолберг и Джессика Бил  |                                                                                | • Жан Дюжарден — «Артист»                                             |
| Лучший актёр (комедия или мюзикл) Награду вручали Марк Уолберг и Джессика Бил  | • Брендан Глисон — «Однажды в Ирландии»                                        |                                                                       |
| Лучший актёр (комедия или мюзикл) Награду вручали Марк Уолберг и Джессика Бил  | • Джозеф Гордон-Левитт — «Жизнь прекрасна»                                     |                                                                       |
| Лучший актёр (комедия или мюзикл) Награду вручали Марк Уолберг и Джессика Бил  | • Райан Гослинг — «Эта дурацкая любовь»                                        |                                                                       |
| Лучший актёр (комедия или мюзикл) Награду вручали Марк Уолберг и Джессика Бил  | • Оуэн Уилсон — «Полночь в Париже»                                             |                                                                       |
| Лучшая актриса (комедия или мюзикл) Награду вручали Кейт Бекинсейл и Сет Роген |                                                                                | • Мишель Уильямс — «7 дней и ночей с Мэрилин» (за роль Мэрилин Монро) |
| Лучшая актриса (комедия или мюзикл) Награду вручали Кейт Бекинсейл и Сет Роген | • Джоди Фостер — «Резня»                                                       |                                                                       |
| Лучшая актриса (комедия или мюзикл) Награду вручали Кейт Бекинсейл и Сет Роген | • Шарлиз Терон — «Бедная богатая девочка»                                      |                                                                       |
| Лучшая актриса (комедия или мюзикл) Награду вручали Кейт Бекинсейл и Сет Роген | • Кристен Уиг — «Девичник в Вегасе»                                            |                                                                       |
| Лучшая актриса (комедия или мюзикл) Награду вручали Кейт Бекинсейл и Сет Роген | • Кейт Уинслет — «Резня»                                                       |                                                                       |
| Лучший актёр второго плана Награду вручали Джерард Батлер и Мила Кунис         |                                                                                | • Кристофер Пламмер — «Начинающие»                                    |
| Лучший актёр второго плана Награду вручали Джерард Батлер и Мила Кунис         | • Кеннет Брана — «7 дней и ночей с Мэрилин» (за роль Лоренса Оливье)           |                                                                       |
| Лучший актёр второго плана Награду вручали Джерард Батлер и Мила Кунис         | • Альберт Брукс — «Драйв»                                                      |                                                                       |
| Лучший актёр второго плана Награду вручали Джерард Батлер и Мила Кунис         | • Джона Хилл — «Человек, который изменил всё»                                  |                                                                       |
| Лучший актёр второго плана Награду вручали Джерард Батлер и Мила Кунис         | • Вигго Мортенсен — «Опасный метод» (за роль Зигмунда Фрейда)                  |                                                                       |
| Лучшая актриса второго плана Награду вручал Брэдли Купер                       |                                                                                | • Октавия Спенсер — «Прислуга»                                        |
| Лучшая актриса второго плана Награду вручал Брэдли Купер                       | • Джессика Честейн — «Прислуга»                                                |                                                                       |
| Лучшая актриса второго плана Награду вручал Брэдли Купер                       | • Джанет Мактир — «Таинственный Альберт Ноббс»                                 |                                                                       |
| Лучшая актриса второго плана Награду вручал Брэдли Купер                       | • Шейлин Вудли — «Потомки»                                                     |                                                                       |
| Лучшая актриса второго плана Награду вручал Брэдли Купер                       | • Беренис Бежо — «Артист»                                                      |                                                                       |
| Лучший сценарий Награду вручали Клайв Оуэн и Николь Кидман                     |                                                                                | • Вуди Аллен — «Полночь в Париже»                                     |
| Лучший сценарий Награду вручали Клайв Оуэн и Николь Кидман                     | • Джордж Клуни, Грант Хеслов, Бо Уиллимон — «Мартовские иды»                   |                                                                       |
| Лучший сценарий Награду вручали Клайв Оуэн и Николь Кидман                     | • Мишель Хазанавичус — «Артист»                                                |                                                                       |
| Лучший сценарий Награду вручали Клайв Оуэн и Николь Кидман                     | • Аарон Соркин, Стивен Заиллян, (Стэн Червин) — «Человек, который изменил всё» |                                                                       |
| Лучший сценарий Награду вручали Клайв Оуэн и Николь Кидман                     | • Нат Факсон, Джим Раш, Александр Пэйн — «Потомки»                             |                                                                       |
| Лучшая музыка к фильму Награду вручали Адам Левин и Джимми Фэллон              |                                                                                | • Людовик Бурс — «Артист»                                             |
| Лучшая музыка к фильму Награду вручали Адам Левин и Джимми Фэллон              | • Абель Корженёвский — «МЫ. Верим в любовь»                                    |                                                                       |
| Лучшая музыка к фильму Награду вручали Адам Левин и Джимми Фэллон              | • Аттикус Росс, Трент Резнор — «Девушка с татуировкой дракона»                 |                                                                       |
| Лучшая музыка к фильму Награду вручали Адам Левин и Джимми Фэллон              | • Говард Шор — «Хранитель времени»                                             |                                                                       |
| Лучшая музыка к фильму Награду вручали Адам Левин и Джимми Фэллон              | • Джон Уильямс — «Боевой конь»                                                 |                                                                       |
| Лучшая песня Награду вручали Адам Левин и Джимми Фэллон                        |                                                                                | • Masterpiece — «МЫ. Верим в любовь»                                  |
| Лучшая песня Награду вручали Адам Левин и Джимми Фэллон                        | • Hello Hello — «Гномео и Джульетта»                                           |                                                                       |
| Лучшая песня Награду вручали Адам Левин и Джимми Фэллон                        | • The Keeper — «Проповедник с пулемётом»                                       |                                                                       |
| Лучшая песня Награду вручали Адам Левин и Джимми Фэллон                        | • Lay Your Head Down — «Таинственный Альберт Ноббс»                            |                                                                       |
| Лучшая песня Награду вручали Адам Левин и Джимми Фэллон                        | • The Living Proof — «Прислуга»                                                |                                                                       |
| Лучший анимационный фильм Награду вручали Джессика Альба и Ченнинг Тейтум      |                                                                                | • «Приключения Тинтина: Тайна „Единорога“»                            |
| Лучший анимационный фильм Награду вручали Джессика Альба и Ченнинг Тейтум      | • «Секретная служба Санта-Клауса»                                              |                                                                       |
| Лучший анимационный фильм Награду вручали Джессика Альба и Ченнинг Тейтум      | • «Тачки 2»                                                                    |                                                                       |
| Лучший анимационный фильм Награду вручали Джессика Альба и Ченнинг Тейтум      | • «Кот в сапогах»                                                              |                                                                       |
| Лучший анимационный фильм Награду вручали Джессика Альба и Ченнинг Тейтум      | • «Ранго»                                                                      |                                                                       |
| Лучший фильм на иностранном языке Награду вручала Мадонна                      |                                                                                | • «Развод Надера и Симин» (Иран)                                      |
| Лучший фильм на иностранном языке Награду вручала Мадонна                      | • «Цветы войны» (Китай)                                                        |                                                                       |
| Лучший фильм на иностранном языке Награду вручала Мадонна                      | • «В краю крови и мёда» (США)                                                  |                                                                       |
| Лучший фильм на иностранном языке Награду вручала Мадонна                      | • «Мальчик с велосипедом» (Бельгия)                                            |                                                                       |
| Лучший фильм на иностранном языке Награду вручала Мадонна                      | • «Кожа, в которой я живу» (Испания)                                           |                                                                       |

### Телевизионные фильмы и сериалы
| Категории | Фотографии лауреатов                        | Лауреаты и номинанты                            |
| --- | ------------------------------------------- | ----------------------------------------------- |
| Лучший телевизионный сериал (драма) Награду вручали Мелисса Маккарти и Пола Паттон                                         |                                             | • «Родина»                                      |
| Лучший телевизионный сериал (драма) Награду вручали Мелисса Маккарти и Пола Паттон                                         | • «Американская история ужасов»             |                                                 |
| Лучший телевизионный сериал (драма) Награду вручали Мелисса Маккарти и Пола Паттон                                         | • «Подпольная империя»                      |                                                 |
| Лучший телевизионный сериал (драма) Награду вручали Мелисса Маккарти и Пола Паттон                                         | • «Босс»                                    |                                                 |
| Лучший телевизионный сериал (драма) Награду вручали Мелисса Маккарти и Пола Паттон                                         | • «Игра престолов»                          |                                                 |
| Лучший телевизионный сериал (комедия или мюзикл) Награду вручали Антонио Бандерас и Сальма Хайек                           |                                             | • «Американская семейка»                        |
| Лучший телевизионный сериал (комедия или мюзикл) Награду вручали Антонио Бандерас и Сальма Хайек                           | • «Просветлённая»                           |                                                 |
| Лучший телевизионный сериал (комедия или мюзикл) Награду вручали Антонио Бандерас и Сальма Хайек                           | • «Эпизоды»                                 |                                                 |
| Лучший телевизионный сериал (комедия или мюзикл) Награду вручали Антонио Бандерас и Сальма Хайек                           | • «Хор»                                     |                                                 |
| Лучший телевизионный сериал (комедия или мюзикл) Награду вручали Антонио Бандерас и Сальма Хайек                           | • «Новенькая»                               |                                                 |
| Лучший мини-сериал или телефильм Награду вручали Роб Лоу и Джулианна Мур                                                   |                                             | • «Аббатство Даунтон»                           |
| Лучший мини-сериал или телефильм Награду вручали Роб Лоу и Джулианна Мур                                                   | • «Правдивое кино»                          |                                                 |
| Лучший мини-сериал или телефильм Награду вручали Роб Лоу и Джулианна Мур                                                   | • «Час»                                     |                                                 |
| Лучший мини-сериал или телефильм Награду вручали Роб Лоу и Джулианна Мур                                                   | • «Милдред Пирс»                            |                                                 |
| Лучший мини-сериал или телефильм Награду вручали Роб Лоу и Джулианна Мур                                                   | • «Слишком крут для неудачи»                |                                                 |
| Лучший актёр в телевизионном сериале (драма) Награду вручали Мелисса Маккарти и Пола Паттон                                |                                             | • Келси Грэммер — «Босс»                        |
| Лучший актёр в телевизионном сериале (драма) Награду вручали Мелисса Маккарти и Пола Паттон                                | • Стив Бушеми — «Подпольная империя»        |                                                 |
| Лучший актёр в телевизионном сериале (драма) Награду вручали Мелисса Маккарти и Пола Паттон                                | • Брайан Крэнстон — «Во все тяжкие»         |                                                 |
| Лучший актёр в телевизионном сериале (драма) Награду вручали Мелисса Маккарти и Пола Паттон                                | • Джереми Айронс — «Борджиа»                |                                                 |
| Лучший актёр в телевизионном сериале (драма) Награду вручали Мелисса Маккарти и Пола Паттон                                | • Дэмиэн Льюис — «Родина»                   |                                                 |
| Лучшая актриса в телевизионном сериале (драма) Награду вручал Дастин Хоффман                                               |                                             | • Клэр Дэйнс — «Родина»                         |
| Лучшая актриса в телевизионном сериале (драма) Награду вручал Дастин Хоффман                                               | • Мирей Инос — «Убийство»                   |                                                 |
| Лучшая актриса в телевизионном сериале (драма) Награду вручал Дастин Хоффман                                               | • Джулианна Маргулис — «Хорошая жена»       |                                                 |
| Лучшая актриса в телевизионном сериале (драма) Награду вручал Дастин Хоффман                                               | • Мэделин Стоу — «Месть»                    |                                                 |
| Лучшая актриса в телевизионном сериале (драма) Награду вручал Дастин Хоффман                                               | • Кэлли Торн — «Необходимая жестокость»     |                                                 |
| Лучший актёр в телевизионном сериале (комедия или мюзикл) Награду вручали Тина Фей и Джейн Линч                            |                                             | • Мэтт Леблан — «Эпизоды»                       |
| Лучший актёр в телевизионном сериале (комедия или мюзикл) Награду вручали Тина Фей и Джейн Линч                            | • Алек Болдуин — «Студия 30»                |                                                 |
| Лучший актёр в телевизионном сериале (комедия или мюзикл) Награду вручали Тина Фей и Джейн Линч                            | • Дэвид Духовны — «Californication»         |                                                 |
| Лучший актёр в телевизионном сериале (комедия или мюзикл) Награду вручали Тина Фей и Джейн Линч                            | • Джонни Галэки — «Теория Большого взрыва»  |                                                 |
| Лучший актёр в телевизионном сериале (комедия или мюзикл) Награду вручали Тина Фей и Джейн Линч                            | • Томас Джейн — «Жеребец»                   |                                                 |
| Лучшая актриса в телевизионном сериале (комедия или мюзикл) Награду вручали Эштон Кутчер и Эль Макферсон                   |                                             | • Лора Дерн — «Просветлённая»                   |
| Лучшая актриса в телевизионном сериале (комедия или мюзикл) Награду вручали Эштон Кутчер и Эль Макферсон                   | • Зоуи Дешанель — «Новенькая»               |                                                 |
| Лучшая актриса в телевизионном сериале (комедия или мюзикл) Награду вручали Эштон Кутчер и Эль Макферсон                   | • Тина Фей — «Студия 30»                    |                                                 |
| Лучшая актриса в телевизионном сериале (комедия или мюзикл) Награду вручали Эштон Кутчер и Эль Макферсон                   | • Лора Линни — «Эта страшная буква «Р»»     |                                                 |
| Лучшая актриса в телевизионном сериале (комедия или мюзикл) Награду вручали Эштон Кутчер и Эль Макферсон                   | • Эми Полер — «Парки и зоны отдыха»         |                                                 |
| Лучший актёр (мини-сериал или телефильм) Награду вручали Кэтрин Макфи и Дебра Мессинг                                      |                                             | • Идрис Эльба — «Лютер»                         |
| Лучший актёр (мини-сериал или телефильм) Награду вручали Кэтрин Макфи и Дебра Мессинг                                      | • Хью Бонневилль — «Аббатство Даунтон»      |                                                 |
| Лучший актёр (мини-сериал или телефильм) Награду вручали Кэтрин Макфи и Дебра Мессинг                                      | • Уильям Хёрт — «Слишком крут для неудачи»  |                                                 |
| Лучший актёр (мини-сериал или телефильм) Награду вручали Кэтрин Макфи и Дебра Мессинг                                      | • Билл Найи — «Страница 8»                  |                                                 |
| Лучший актёр (мини-сериал или телефильм) Награду вручали Кэтрин Макфи и Дебра Мессинг                                      | • Доминик Уэст — «Час»                      |                                                 |
| Лучшая актриса (мини-сериал или телефильм) Награду вручали Роб Лоу и Джулианна Мур                                         |                                             | • Кейт Уинслет — «Милдред Пирс»                 |
| Лучшая актриса (мини-сериал или телефильм) Награду вручали Роб Лоу и Джулианна Мур                                         | • Ромола Гарай — «Час»                      |                                                 |
| Лучшая актриса (мини-сериал или телефильм) Награду вручали Роб Лоу и Джулианна Мур                                         | • Дайан Лейн — «Правдивое кино»             |                                                 |
| Лучшая актриса (мини-сериал или телефильм) Награду вручали Роб Лоу и Джулианна Мур                                         | • Элизабет Макговерн — «Аббатство Даунтон»  |                                                 |
| Лучшая актриса (мини-сериал или телефильм) Награду вручали Роб Лоу и Джулианна Мур                                         | • Эмили Уотсон — «Попечитель»               |                                                 |
| Лучший актёр второго плана в телесериале, мини-сериале или телефильме Награду вручали Сара Мишель Геллар и Пайпер Перабо   |                                             | • Питер Динклэйдж — «Игра престолов»            |
| Лучший актёр второго плана в телесериале, мини-сериале или телефильме Награду вручали Сара Мишель Геллар и Пайпер Перабо   | • Пол Джаматти — «Слишком крут для неудачи» |                                                 |
| Лучший актёр второго плана в телесериале, мини-сериале или телефильме Награду вручали Сара Мишель Геллар и Пайпер Перабо   | • Гай Пирс — «Милдред Пирс»                 |                                                 |
| Лучший актёр второго плана в телесериале, мини-сериале или телефильме Награду вручали Сара Мишель Геллар и Пайпер Перабо   | • Тим Роббинс — «Правдивое кино»            |                                                 |
| Лучший актёр второго плана в телесериале, мини-сериале или телефильме Награду вручали Сара Мишель Геллар и Пайпер Перабо   | • Эрик Стоунстрит — «Американская семейка»  |                                                 |
| Лучшая актриса второго плана в телесериале, мини-сериале или телефильме Награду вручали Фелисити Хаффман и Уильям Х. Мэйси |                                             | • Джессика Лэнг — «Американская история ужасов» |
| Лучшая актриса второго плана в телесериале, мини-сериале или телефильме Награду вручали Фелисити Хаффман и Уильям Х. Мэйси | • Келли Макдональд — «Подпольная империя»   |                                                 |
| Лучшая актриса второго плана в телесериале, мини-сериале или телефильме Награду вручали Фелисити Хаффман и Уильям Х. Мэйси | • Мэгги Смит — «Аббатство Даунтон»          |                                                 |
| Лучшая актриса второго плана в телесериале, мини-сериале или телефильме Награду вручали Фелисити Хаффман и Уильям Х. Мэйси | • София Вергара — «Американская семейка»    |                                                 |
| Лучшая актриса второго плана в телесериале, мини-сериале или телефильме Награду вручали Фелисити Хаффман и Уильям Х. Мэйси | • Эван Рэйчел Вуд — «Милдред Пирс»          |                                                 |

## Премия Сесиля Б. Де Милля
Специальная награда им. Сесиля Б. Де Милля вручена американскому актёру Моргану Фримену.
| Награда за вклад в кинематограф | Фотография | Актёр           |
| ------------------------------- | ---------- | --------------- |
| Премия Сесиля Б. Де Милля       |            | • Морган Фримен |